# Даја (Харгита)
Даја (рум. Daia) насеље је у Румунији у округу Харгита у општини Улиеш. Oпштина се налази на надморској висини од 529 m.

## Становништво
Према подацима из 2002. године у насељу је живело 278 становника.

### Попис2002.
| Расподела становништва по националности 2002.‍ | Расподела становништва по националности 2002.‍ | Расподела становништва по националности 2002.‍ | Расподела становништва по националности 2002.‍ | Расподела становништва по националности 2002.‍ |
| --------------------------------------------- | --------------------------------------------- | --------------------------------------------- | --------------------------------------------- | --------------------------------------------- |
|                                               |                                               |                                               |                                               |                                               |
| Мађари                                        | Мађари                                        |                                               | 270                                           | 97,8%                                         |
| Роми                                          | Роми                                          |                                               | 6                                             | 2,2%                                          |